# Thượng viện Campuchia
Thượng viện Campuchia là một trong hai cơ quan lập pháp của Nghị viện Campuchia; viện kia là Quốc hội Campuchia - tức hạ viện.
Theo quy định của điều 99, chương VIII của Hiến pháp Campuchia: "Thượng viện là một cơ quan có quyền lập pháp và thực hiện quyền của mình theo quy định của hiến pháp và pháp luật. Thượng viện bao gồm các thượng nghị sĩ với số lượng không vượt quá một nửa số đại biểu quốc hội".
Điều 100 của hiến pháp Campuchia cũng quy định có hai thượng nghị sĩ do nhà vua bổ nhiệm, 2 nghị sĩ khác do Nghị viện Campuchia bầu. Số thượng nghị sĩ còn lại sẽ được bầu cử thông qua rộng rãi.
Theo quy định, thượng nghị sĩ không được tham gia bất kỳ tổ chức hay cơ quan chính quyền nào khác.

## Cơ cấu
Đứng đầu Thượng nghị viện là chủ tịch thượng viện, giúp việc cho chủ tịch là phó chủ tịch và các thành viên của các ủy ban trong thượng viện. Nhiệm kỳ của thượng viện là 06 năm họp thường kỳ một năm 02 lần mỗi kỳ họp cách nhau 03 tháng và được tổ chức tại tòa thượng viện đặt tại Thủ đô trừ những trường hợp đặc biệt. Khi có yêu cầu của Quốc vương hoặc đề nghị của Thủ tướng hay 1/3 số đại biểu thì ủy ban thường trực của Thượng viện sẽ triệu tập cuộc họp bất thường. Thành viên của Ủy ban thường trực gồm chủ tịch phó chủ tịch thượng viện và cá chủ nhiệm các ủy ban.

## Quyền miễn tố
Các thượng nghị sĩ được hưởng quyền đặc miễn, không bị cản trở, khởi tố, bắt giữ khi đang thi hành nhiệm vụ trừ trường hợp có hành vi chống đối công khai gây ảnh hưởng đến an ninh trật tự. Trong trường hợp này cơ quan có thẩm quyền sẽ phải báo cáo trực tiếp cho thượng nghị viện hoặc Ủy ban thường trực Thượng nghị viện. Nếu có quyết định cho phép của ủy ban thường trực Thượng nghị viện cùng sự đồng ý của 2/3 tổng số Thượng nghị sĩ thì lệnh khởi tố bắt giữ sẽ được thi hành nhưng nếu có ¾ số phiếu của Thượng viện chống lại thì lệnh khởi tố, bắt giữ sẽ bị hủy bỏ.

## Hoạt động
Các cuộc họp của Thượng nghị viện được tổ chức công khai trừ khi có yêu cầu của Chủ tịch Thượng nghị viện hay ít nhất 1/10 tổng số thượng nghị sĩ hoặc của Nhà vua, Thủ tướng hay chủ tịch Quốc hội thì Thượng nghị viện sẽ họp kín.
Công việc của Thượng nghị viện là Phối hợp công tác giữa quốc hội và Chính phủ. Thượng nghị viện sẽ xem bản luật dự thảo đã được Quốc hội thông qua lần thứ nhất và những vấn đề khác được Quốc hội đề nghị trong khoảng thời gian không quá 01 tháng. Nếu đó là trường hợp khẩn cấp thì lượng thời gian sẽ rút ngắn xuống còn 7 ngày. Có 03 trường hợp xảy ra. Nếu Thượng nghị chấp thuận hoặc không chấp thuận ngoài thời gian được quy định thì luật sẽ được công bố. Trường hợp Thượng nghị viện yêu cầu sửa đổi thì Quốc hội xem xét lại lần thứ hai trong vòng một tháng, nếu là vấn đề ngân sách quốc gia thì thời gian này giảm đến 10 ngày nếu là trường hợp khẩn cấp thì chỉ giảm đến 02 ngày.; trường hợp Thượng nghị viện phủ quyết bản luật dự thảo thì Quốc hội xem xét lại lần thứ hai trước khoảng 01 tháng nếu là vấn đề ngân sách quốc gia thì thời gian này bị giảm đến 15 ngày nếu là trường hợp khẩn cấp thỉ chỉ giảm đến 04 ngày. Trong lần xem xét lại Quốc hội sẽ thông qua bằng cách bỏ phiếu. Nếu số phiếu thuận chiếm đa số tuyệt đối thì bản luật dự thảo sẽ được công bố. Về nguyện tắc nếu Quốc hội từ chối nhằm kéo dài hay trì hoãn trong quá trình xem xét luật thì thời gian kéo dài cho cả Quốc hội và Thượng nghị viện là như nhau.
Sau khi hết nhiệm kỳ mà đất nước có chiến tranh hay có lý do đặc biệt nào khác thì mà không thể bầu lại Thượng nghị viện thì Quốc vương có thể đề nghị Thượng nghị viện đượng nhiệm tiếp tục thêm nhiệm kỳ từng năm một với sự chấp thuận của ít nhất 2/3 tổng số thành viên đương nhiệm
Trong trường hợp đặc biệt, Quốc hội và thượng nghị viện có thể hợp nhất để giải quyết những vấn đề quan trọng của quốc gia. Việc hợp nhất và hoạt động trong quá trình hợp nhất được quyết định theo luật.